# 美作江見站
美作江見站（日语：／ Mimasaka-Emi eki */?）是位於岡山縣美作市川北92番2號，西日本旅客鐵道（JR西日本）的姬新線車站。

## 歷史
- 1934年（昭和9年）11月28日 - 國有鐵道姬津西線東津山站至此站之間開業，此站啟用。
  - 當時車站地址為岡山縣英田郡江見町（日语：江見町 (岡山県)）[注 1]川北。
- 1936年（昭和11年）
  - 4月8日 - 佐用站至美作江見站之間開通，姬路站至東津山站之間全線開通，姬津東線和姬津西線合併為姬津線，此站成為姬津線車站。
  - 10月10日 - 姬津線編入至姬新線一部分，此站成為姬新線車站。
- 1953年（昭和28年）9月1日 - 隨著作東町（日语：作東町）成立，車站地址變為岡山縣英田郡作東町川北。
- 1987年（昭和62年）4月1日 - 伴隨國鐵分割民營化，車站由西日本旅客鐵道（JR西日本）營運。
- 日期不詳 - 成為簡易委託車站。
- 2005年（平成17年）3月31日 - 隨著美作市成立，車站地址變為岡山縣美作市川北。
- 2009年（平成21年）
  - 8月10日 - 熱帶風暴艾濤使佐用站至美作江見站不能通行，來自津山的列車需要在此站折返。在8月12日起開設代行巴士。
  - 10月5日 - 包括此站之內，佐用站至美作江見站之間重開。

## 車站構造

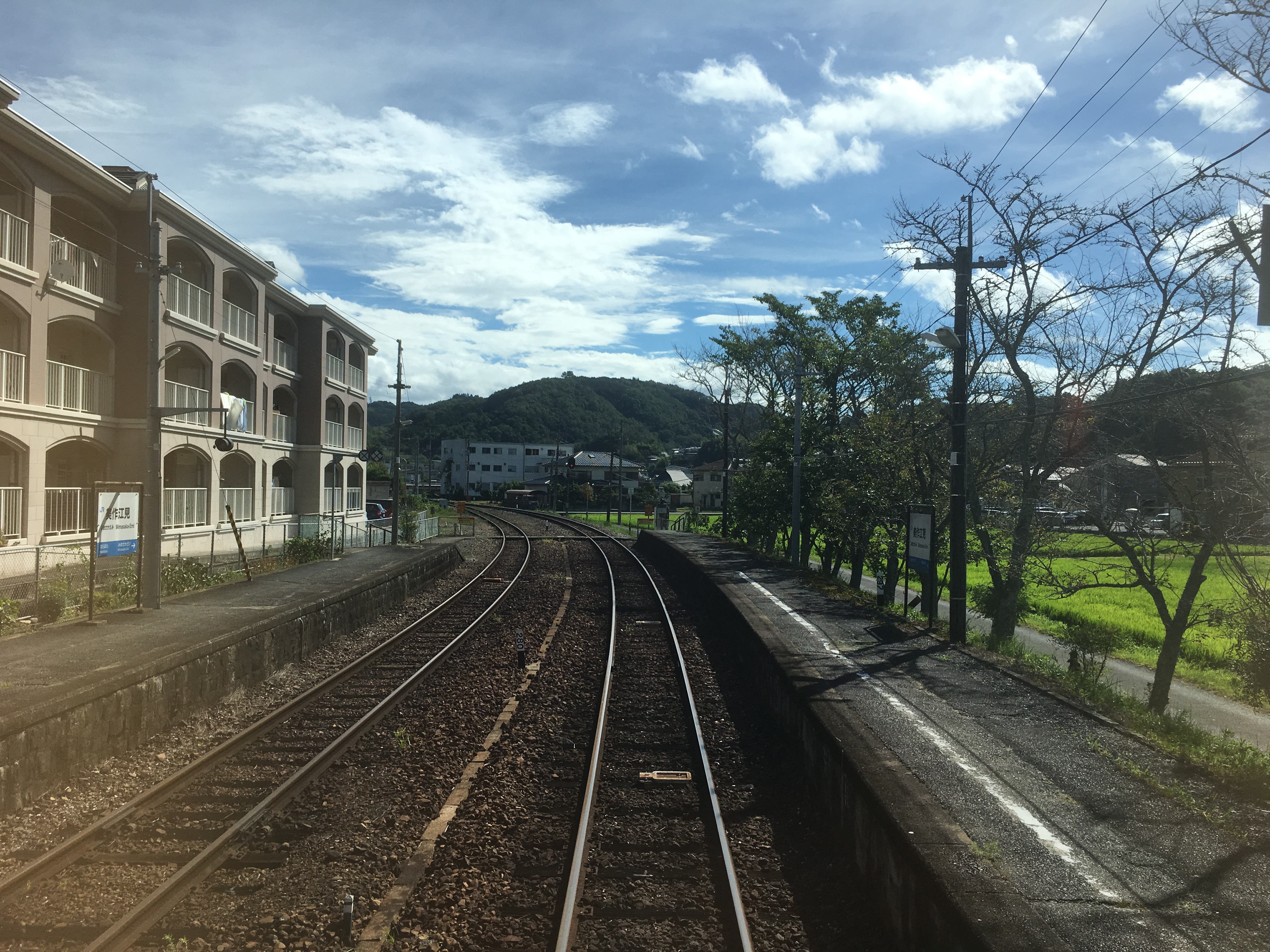
月台（2019年8月）

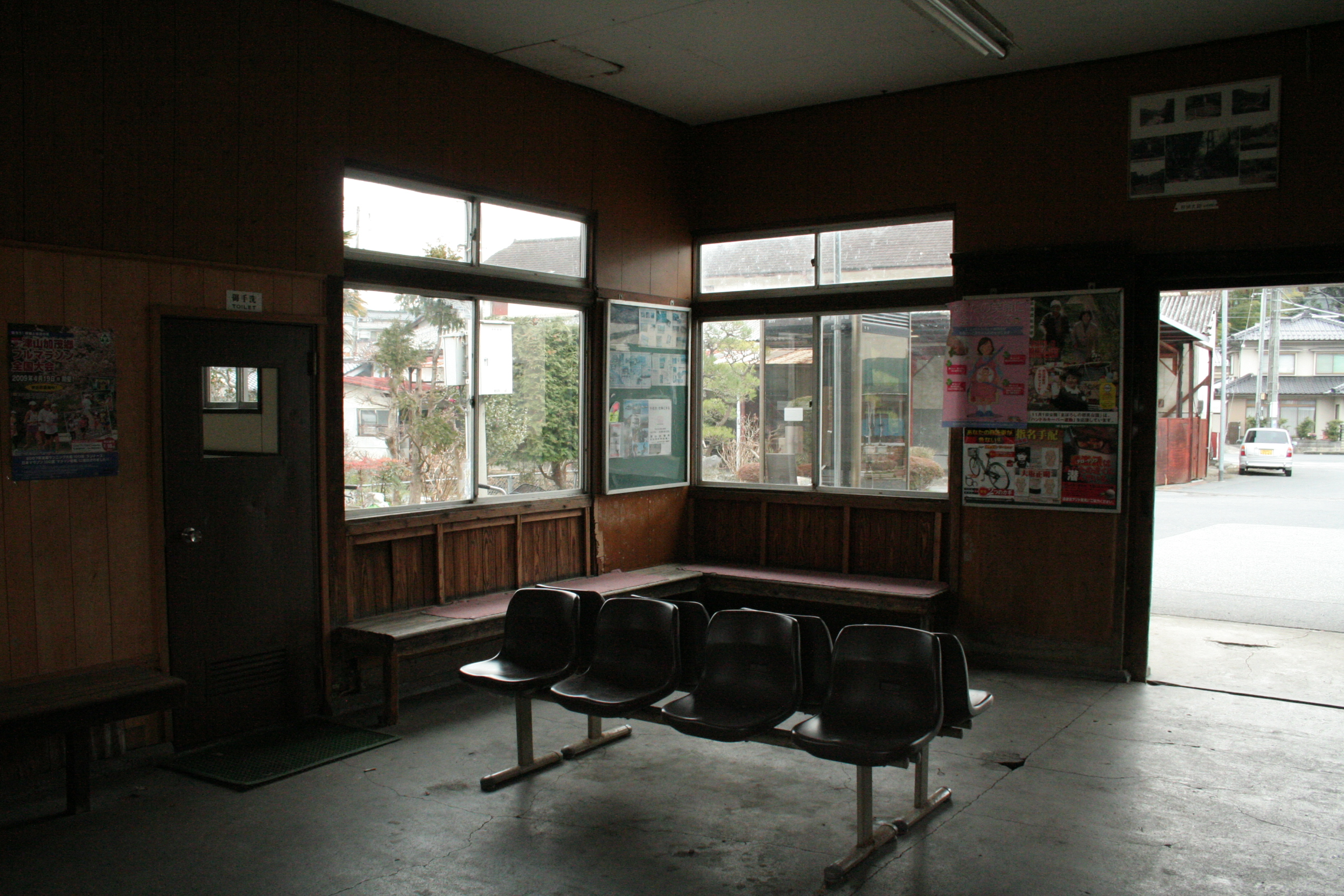
木造車站大樓內部設有候車室

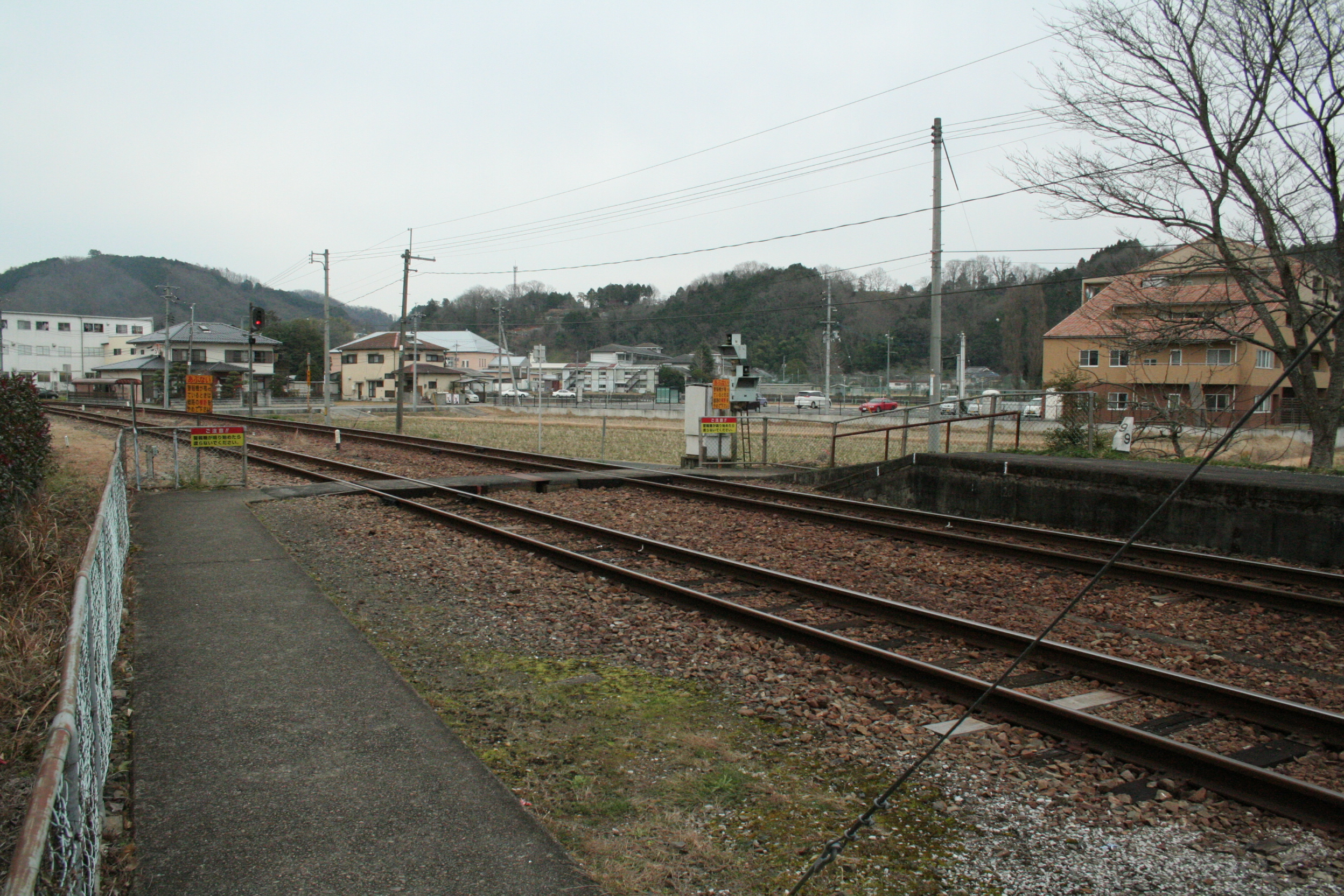
月台東邊的站內平交道

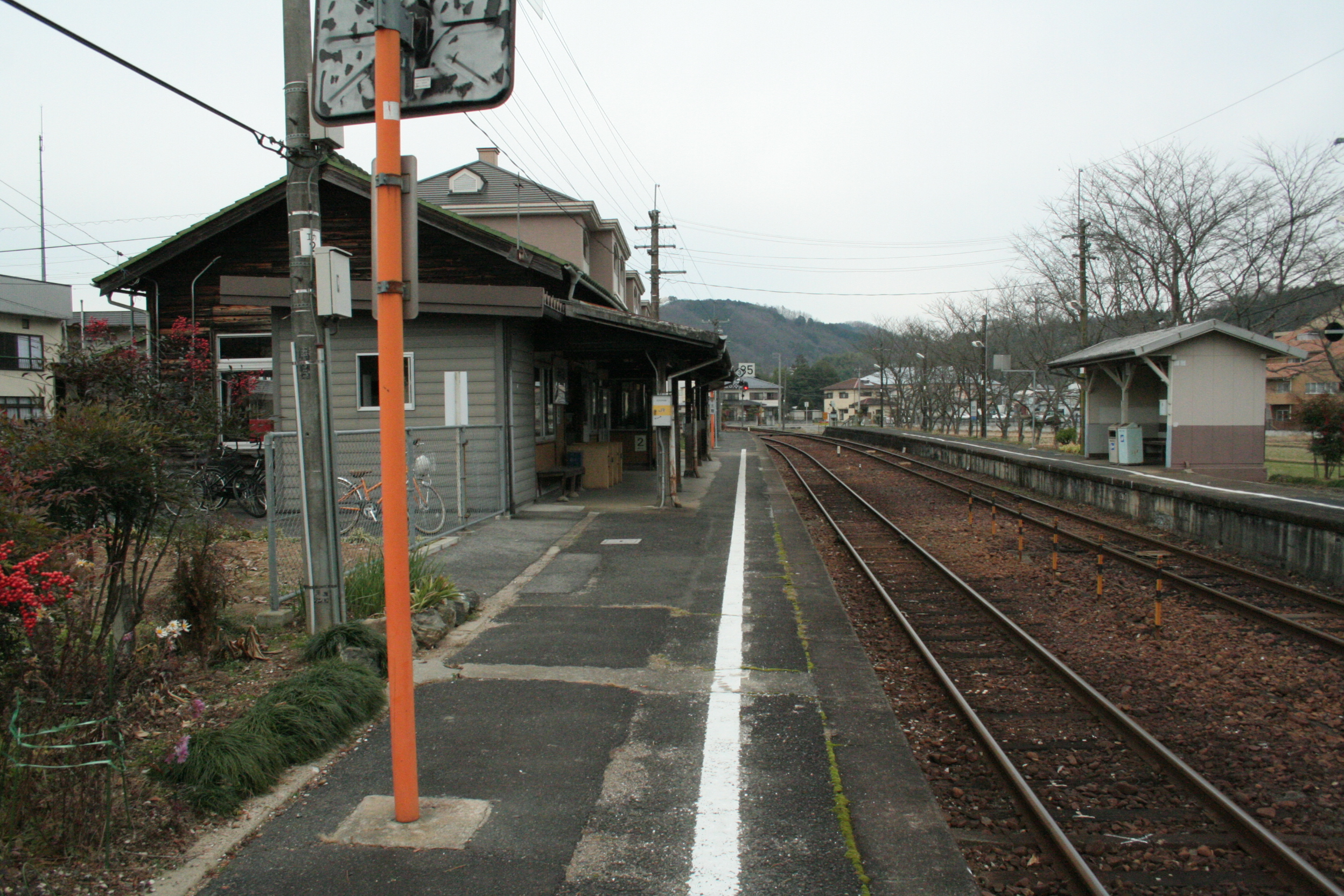
2號月台西邊望向上下行線月台

車站是一座地面車站，設有2面2線的相對式月台，可進行列車交會。車站大樓是一座木造建築物，位於2號月台側，兩月台設有站內平交道連接。
此站是由津山站管理的簡易委託車站。此站沒有引入MARS終端和POS終端，只有流動售票機進行售票。

### 月台
| 月台 | 路線   | 上下行 | 方向           | 備註                |
| ---- | ------ | ------ | -------------- | ------------------- |
| 1    | 姫新線 | 下行   | 津山、新見方向 | 折返列車使用2號月台 |
| 2    | 姫新線 | 上行   | 佐用方向       |                     |

所有列車均停此站。另外，在姬新線上設有津山站至此站的區間列車。

## 使用狀況
以下為近年1日平均乘車人次列表。
| 年度 | 1日平均 乘車人次 |
| ---- | ---------------- |
| 1999 | 129              |
| 2000 | 100              |
| 2001 | 105              |
| 2002 | 91               |
| 2003 | 84               |
| 2004 | 85               |
| 2005 | 84               |
| 2006 | 75               |
| 2007 | 60               |
| 2008 | 56               |
| 2009 | 61               |
| 2010 | 62               |
| 2011 | 60               |
| 2012 | 61               |
| 2013 | 68               |
| 2014 | 52               |
| 2015 | 53               |
| 2016 | 55               |
| 2017 | 62               |
| 2018 | 53               |

## 車站周邊
- 美作市作東綜合分所
- 作東郵局（日语：作東郵便局）
- 岡山縣立江見商業高等學校（日语：岡山県立江見商業高等学校）
- 美作市立作東中學
- 中國自動車道 - 作東停車區（日语：作東バスストップ）
- 國道179號（日语：国道179号）
- 岡山縣道5號作東大原線（日语：岡山県道5号作東大原線）

## 其他
- 在2008年（平成20年）廣播的電視劇「野球少年」（NHK）中，曾經在此站取景，劇中此站名為新田站。[2]
- 在2012年（平成24年）廣播的「第一生命」電腦廣告「你需要知道的・風景」篇中，曾經在此站取景[3][注 2][2]。

## 相鄰車站
西日本旅客鐵道（JR西日本）
 姬新線
■快速
上月－美作江見－林野
■普通
美作土居－美作江見－楢原

## 注腳

## 外部連結
- 美作江見｜車站資訊：JR出門網 - 西日本旅客鐵道（日語）
- 第一生命 關於第一生命 > 廣告宣傳活動 > 電視廣告「你需要知道的・風景」篇 （页面存档备份，存于）（日語）